# Mario Falangola
Mario Falangola (geboren 9. Oktober 1880 in Rom; gestorben 14. Juli 1967 ebenda) war ein italienischer Marineoffizier, zuletzt im Rang eines Ammiraglio di squadra. Von 1939 bis 1941 war er Befehlshaber der U-Boote der Regia Marina – Marina Comando Sommergibili (MARICOSOM).

## Werdegang
Mario Falangola stammte aus einer ursprünglich in Amalfi ansässigen Adelsfamilie. Sein Vater Federico Falangola war Generalleutnant der Genietruppen. Der einzige Sohn von vier Kindern schlug ebenfalls eine Karriere beim Militär ein und wurde 1899 als Seekadett in die Marineakademie in Livorno aufgenommen, die er 1902 als Guardiamarina abschloss. Er tat zunächst Dienst auf dem Einheitslinienschiff Sardegna und anschließend auf dem Geschützten Kreuzer Calabria. 1906 wurde er zum Oberleutnant zur See (Sottotenente di vascello) und 1911 zum Kapitänleutnant befördert. Zwischen 1911 und 1912 nahm er an Bord des Panzerkreuzers Giuseppe Garibaldi am Italienisch-Türkischen Krieg teil. Zum Zeitpunkt des italienischen Kriegseintritts in den Ersten Weltkrieg im Mai 1915 war er auf dem Schlachtschiff Leonardo da Vinci der Conte-di-Cavour-Klasse abgestellt, wurde aber bereits kurz darauf zur U-Boot-Waffe versetzt.
1916 wurde ihm das Kommando des U-Boots Argo anvertraut. Mit der Argo sollte er Anfang August 1916 die Bergung des gestrandeten U-Boots Giacinto Pullino durch die k.u.k. Kriegsmarine verhindern, was aber scheiterte. Bis zum Ende des Krieges war Falangola noch Kommandant auf den U-Booten F 7 und Lorenzo Marcello. Mit dem U-Boot F 7 torpedierte er am 11. August 1918 den von der k.u.k. Kriegsmarine als Truppentransporter eingesetzten Dampfer Euterpe mit 2300 BRT bei der Insel der Pag vor der Küste Dalmatiens. Beim Untergang der Euterpe starben 453 Menschen. Seine Erlebnisse auf dem U-Boot F 7 hielt er in den 1930er Jahren in einem Buch fest. Der mit drei Tapferkeitsmedaillen in Silber und zwei in Bronze ausgezeichnete Falangola wurde im Laufe des Krieges gleich zweimal befördert.
1924 wurde er zum Dienststellenleiter der Marinebasis in Pola ernannt. Anschließend war er nach der Bildung der italienischen Kolonie Oltre Giuba am Horn von Afrika Marinereferent der dortigen Kolonialregierung. Zu Ende der 1920er Jahre wurde ihm als Kapitän zur See das Kommando der Zerstörer Tigre und anschließend des Schwesterschiffs Leone anvertraut. 1932 übernahm er das Kommando über das Schlachtschiff Giulio Cesare. Noch im gleichen Jahr wurde er zum Contrammiraglio befördert. Als solcher stand er zunächst dem Marinekommando Sizilien vor, bevor er im September 1933 zum Kommandeur der Marinebasis La Spezia ernannt wurde.
Mit seiner Beförderung zum Ammiraglio di Divisione 1935, wurde er Inspekteur der U-Boot-Waffe zuständig für Planung und Bau. Als solcher förderte er die Entwicklung des Kleinkampfmittels SLC, welches ihm im Oktober 1935 vorgestellt worden war. Im Juli 1936 wurde er im Auftrag der faschistischen Regierung an Bord des Leichten Kreuzers Eugenio di Savoia in die Internationale Zone von Tanger beordert, um mit den anderen Schutzmächten die von Francisco Franco geforderte Neutralität der Zone im Zuge des nationalistischen Staatsstreiches gegen die Zweite Spanische Republik aufrechtzuerhalten.
1939 wurde Falangola, der zwei Jahre zuvor zum Ammiraglio di Squadra befördert worden war, oberster Befehlshaber (Comandante generale) des Korps der Hafenkapitäne. Das Kommando gab er kurz darauf wieder ab, nachdem er noch im selben Jahr zum Befehlshaber der U-Boote der Regia Marina ernannt wurde. Als Befehlshaber bereitete Falangola die italienischen U-Boot-Waffe in der unmittelbaren Vorkriegsphase des Zweiten Weltkrieges auf ihren Einsatz vor. Als Mussolini am 10. Juni 1940 Frankreich und Großbritannien den Krieg erklärte, standen Mario Falangola 115 einsatzfähige U-Boote zur Verfügung, die in sieben Gruppen, 27 Geschwadern und drei Flottillen aufgeteilt waren. Nach den enttäuschenden Ergebnissen in den ersten Kriegsmonaten geriet die Leitung des U-Bootkrieges durch Falangola zunehmend in die Kritik. Vergeblich versuchte er die Misserfolge mit der fehlenden Luftunterstützung der Regia Aeronautica oder mit der unzureichenden Technik der italienischen U-Boote zu begründen. Am 9. Dezember 1941 wurde er nach anhaltenden Misserfolgen schließlich seines Amtes enthoben und von Admiral Antonio Legnani abgelöst. Während seiner Zeit als Befehlshaber der U-Boot-Waffe setzte er den Einsatz italienischer U-Boote vom U-Boot-Stützpunkt Bordeaux an der französischen Atlantikküste im Kommando BETASOM (Bordeaux – Comando sommergibili) um.
Falangola wurde auf seinen vorherigen Posten zum Korps der Hafenkapitäne versetzt. Nach dem am 8. September 1943 bekanntgegebenen Waffenstillstand von Cassibile, kündigte der überzeugte Faschist Falangola entgegen der Waffenstillstandsvereinbarungen an, weiter mit den deutschen Dienststellen zusammenarbeiten zu wollen. Seine Versuche bei Gesprächen im Marineministerium auch andere Marineangehörige für seine Sache zu gewinnen, scheiterten jedoch größtenteils. In der Folge unterstützte er die faschistische Italienische Sozialrepublik (RSI). Am 30. September 1943 übernahm er das Amt des Marinekommissars in der Freien Stadt Rom, das er bis Ende Dezember 1943 innehatte. Anschließend wurde er oberster Befehlshaber des Korps der Hafenkapitäne in den von der RSI kontrollierten Häfen. Die Aufgabe füllte er bis zum Zusammenbruch der RSI im April 1945 aus.
Anfang Mai 1945 stellte er sich in Bozen dem CLN, wurde aber umgehend an die US-Amerikaner übergeben. Falangola verbrachte danach einige Zeit im Kriegsgefangenenlager Coltano bei Pisa. Wegen seiner Zusammenarbeit mit der faschistischen RSI und seines auf die RSI geleisteten Treueids verlor er seinen Dienstrang. Bereits im Juni 1945 war er aus der Marine entlassen worden. Vom Militärtribunal in Rom wurde er zudem zu einer vierjährigen Freiheitsstrafe verurteilt, die später vom Obersten Militärgerichtshof wieder aufgehoben wurde. Nachdem der Fall 1955 wieder aufgerollt worden war, wurde ihm sein Dienstrang wieder anerkannt. 1958 wurde er von Junio Valerio Borghese als Präsident des Veteranenverbandes der RSI (Federazione nazionale combattenti della Repubblica Sociale Italiana) vorgeschlagen, konnte sich aber mit dem Vorschlag nicht durchsetzen.
Mario Falangola verstarb 1967 in Rom. Er war seit 1914 verheiratet und hatte vier Kinder. Seine beiden erstgeborenen Söhne Carlo (* 1916) und Ettore (* 1917) dienten in der Xª Flottiglia MAS und kamen im März 1945 in Borgomanero ums Leben.